# Santa Cruz de la Serós
Santa Cruz de la Serós là một đô thị ở cộng đồng tự trị Aragon, tỉnh Huesca của Tây Ban Nha.

## Dân số
| Biến động dân số | Biến động dân số | Biến động dân số | Biến động dân số | Biến động dân số | Biến động dân số | Biến động dân số | Biến động dân số | Biến động dân số | Biến động dân số | Biến động dân số | Biến động dân số | Biến động dân số | Biến động dân số | Biến động dân số | Biến động dân số | Biến động dân số | Biến động dân số |
| 1842             | 1857             | 1860             | 1877             | 1887             | 1897             | 1900             | 1910             | 1920             | 1930             | 1940             | 1950             | 1960             | 1970             | 1981             | 1991             | 2001             | 2007             |
| ---------------- | ---------------- | ---------------- | ---------------- | ---------------- | ---------------- | ---------------- | ---------------- | ---------------- | ---------------- | ---------------- | ---------------- | ---------------- | ---------------- | ---------------- | ---------------- | ---------------- | ---------------- |
| 216              | ..               | ..               | 409              | 407              | 391              | 422              | 412              | 332              | 343              | 341              | 317              | 252              | 164              | 144              | 138              | 152              | 145              |

Catégorie:Jacetania